# Boloponera
Boloponera (лат. ) — род муравьёв (Formicidae) из подсемейства Ponerinae. 2 вида. Африка.

## Описание
Мелкого размера криптобионтные муравьи. Длина рабочих особей около 3 мм, красновато-коричневого цвета. Усики 12-члениковые с 2-сегментной булавой. Глаза у рабочих отсутствуют, самки эргатоидные с редуцированными глазами. Мезоплеврон не разделён поперечной бороздкой. Мандибулы линейные, с 1 апикальным и тремя субапикалтными зубчиками на жевательном крае. Мезонотум слит с проподеумом, нотопроподеальный шов отсутствует. Проподеум без шипиков или зубцов. Стебелёк между грудкой и брюшком состоит из одного узловидного членика петиоля. Брюшко с сильной перетяжкой между 1-м (A3) и 2-м (A4) сегментами. Жало развито. Обнаружены в подстилочном и почвенном слое тропических лесов Африки. Биология неизвестна, но судя по строению мандибул хищники.

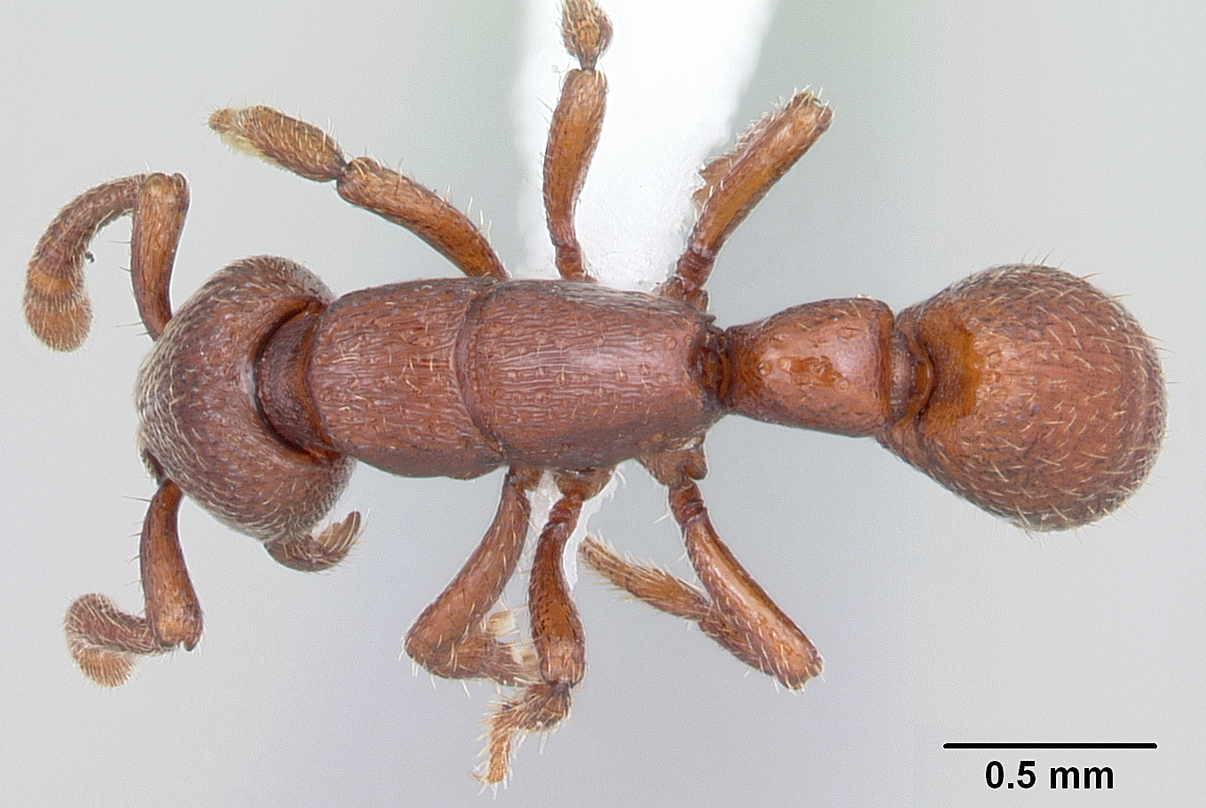
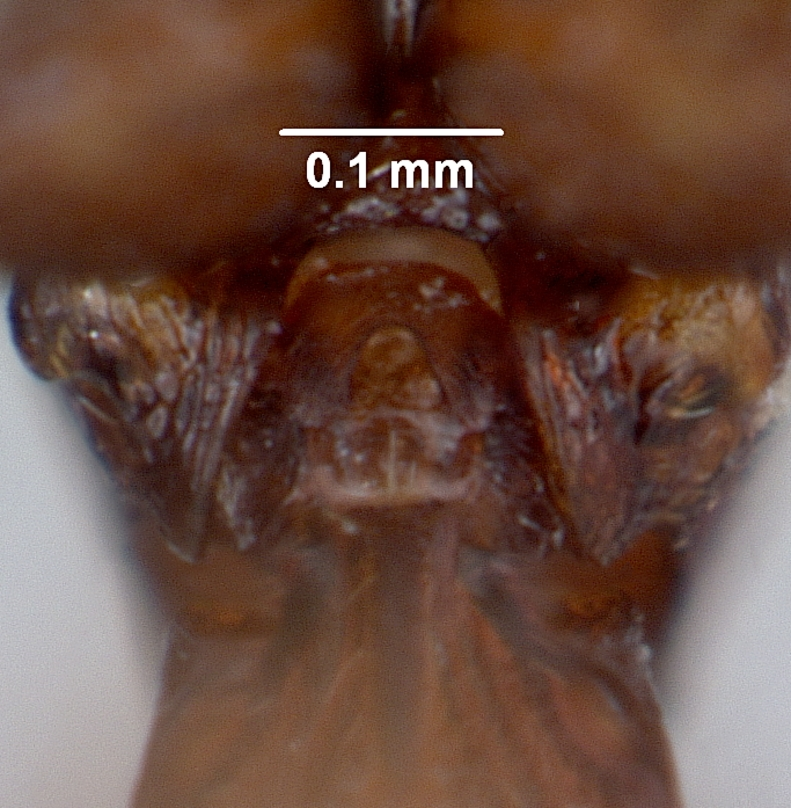
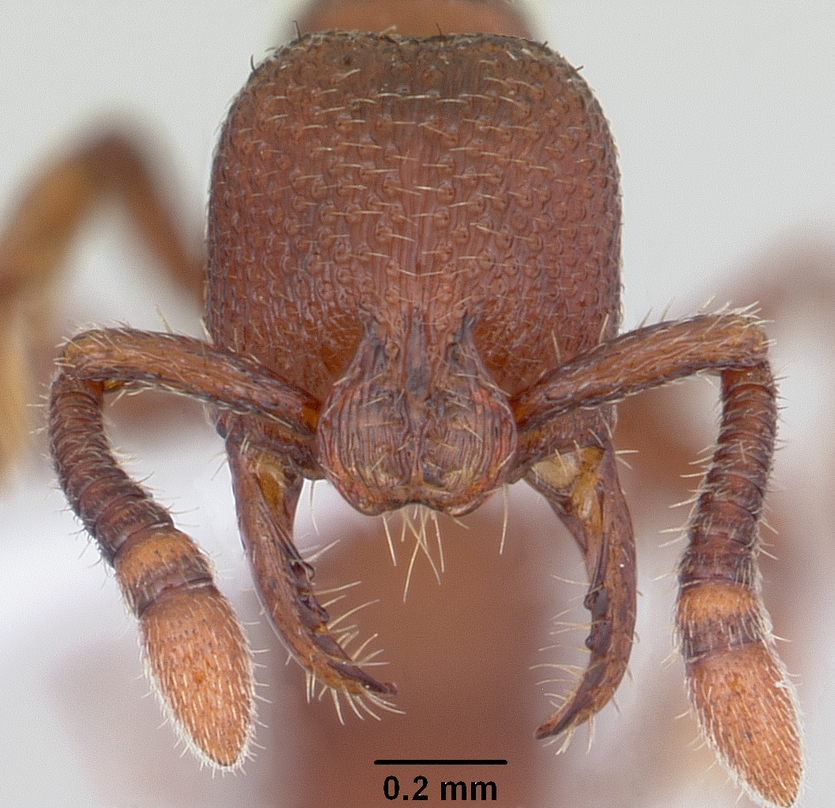
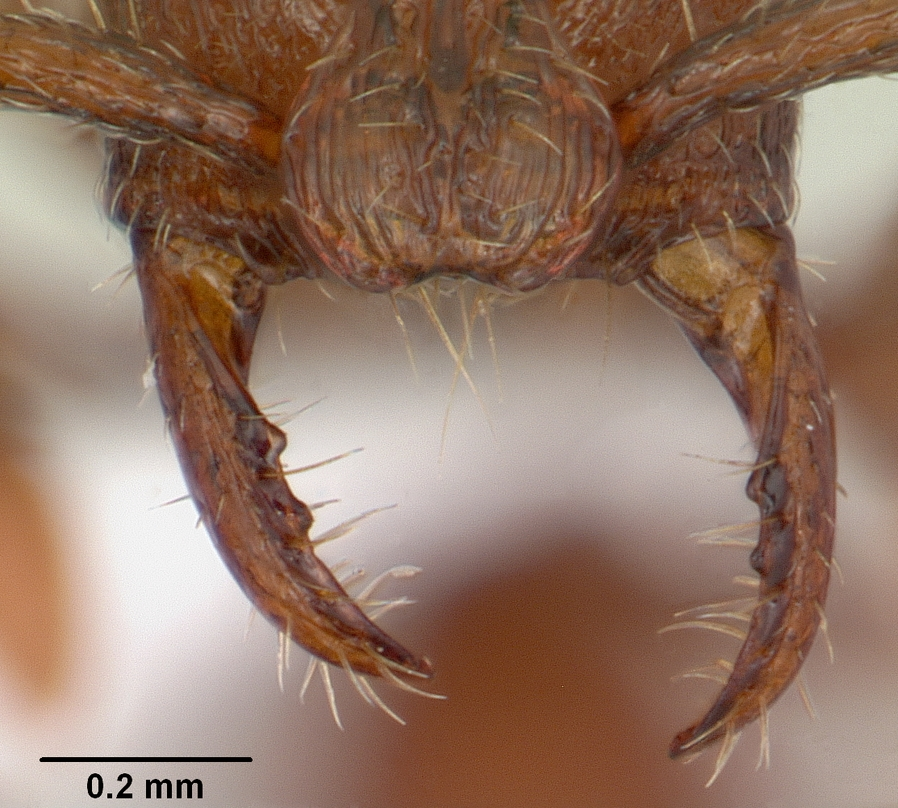

## Систематика
2 вида. Наиболее близки к родам Plectroctena и Loboponera. Эта клада по данным молекулярно-генетического филогенетического анализа подсемейства понерины проведённого в 2009 году Крисом Шмидтом (Schmidt, 2009), включена в состав родовой группы
Odontomachus genus group из трибы Ponerini. Boloponera отличается крупными лобными лопастями, формой заднегрудки, петиоля, жвал и скульптурой тела.
- Boloponera ikemkha Hawkes, 2018 — ЮАР
- Boloponera vicans Fisher, 2006 — ЦАР